# Torey Krug
Pour les articles homonymes, voir Krug.
Torey Krug (né le 12 avril 1991 à Livonia, État du Michigan) est un joueur professionnel américain de hockey sur glace. Il évolue au poste de défenseur. 
Ses frères Adam et Matt ont joué au niveau professionnel.

## Biographie

### Carrière en club
En 2008, il commence sa carrière junior avec l'Ice de l'Indiana dans l'USHL. L'équipe remporte sa première Coupe Clark à l'issue de la saison 2008-2009. Il rejoint alors l'Université du Michigan et évolue dans le championnat NCAA. Il est nommé capitaine des Spartans de Michigan State de 2010 à 2012. Le 25 mars 2012, il signe un contrat avec les Bruins de Boston. Le 3 avril, il joue son premier match dans la Ligue nationale de hockey avec les Bruins face aux Penguins de Pittsburgh. Il inscrit son premier point, une assistance deux jours plus tard face aux Sénateurs d'Ottawa.
Durant la saison 2012-2013, il joue dans la LAH avec les Bruins de Providence, le club-école des Bruins de Boston. Il termine avec 45 points en 63 matchs dont 13 buts avec 37 minutes de pénalité et un différentiel de 0. Durant les séries éliminatoires de la Coupe Stanley 2013, il aide les Bruins (de Boston) en marquant 4 buts et 2 assistances pour un total de six points en 15 matchs. 
Il joue à Boston durant la saison 2013-2014, totalisant 40 points dont six de ses 14 buts, en supériorité numérique. Il marque 10 points en 12 matchs lors des séries éliminatoires 2014. Il signe une prolongation de contrat d'un an à 1,4 million de dollars.
Il reste un an de plus avec les Bruins après avoir totalisé 39 points en 2014-2015 en signant un autre contrat d'un an, mais pour un montant évalué à 3,4 millions de dollars.
Après avoir disputé une troisième saison avec les Bruins, il décide de signer un gros contrat de 5 ans pour 21 millions de dollars.

### Carrière internationale
Il représente les États-Unis au niveau international.

## Statistiques

### En club
| Saison     | Équipe                 | Ligue      |     | Saison régulière | Saison régulière | Saison régulière | Saison régulière | Saison régulière |    | Séries éliminatoires | Séries éliminatoires | Séries éliminatoires | Séries éliminatoires | Séries éliminatoires |
| Saison     | Équipe                 | Ligue      | PJ  | B                | A                | Pts              | Pun              | PJ               | B  | A                    | Pts                  | Pun                  |                      |                      |
| 2008-2009  | Ice de l'Indiana       | USHL       | 59  | 10               | 37               | 47               | 50               | 13               | 1  | 6                    | 7                    | 13                   |                      |                      |
| 2009-2010  | Université du Michigan | CCHA       | 38  | 3                | 18               | 21               | 67               | -                | -  | -                    | -                    | -                    |                      |                      |
| 2010-2011  | Université du Michigan | CCHA       | 38  | 11               | 17               | 28               | 59               | -                | -  | -                    | -                    | -                    |                      |                      |
| 2011-2012  | Université du Michigan | CCHA       | 38  | 12               | 22               | 34               | 51               | -                | -  | -                    | -                    | -                    |                      |                      |
| 2011-2012  | Bruins de Boston       | LNH        | 2   | 0                | 1                | 1                | 0                | -                | -  | -                    | -                    | -                    |                      |                      |
| 2012-2013  | Bruins de Providence   | LAH        | 63  | 13               | 32               | 45               | 37               | 7                | 0  | 3                    | 3                    | 2                    |                      |                      |
| 2012-2013  | Bruins de Boston       | LNH        | 1   | 0                | 1                | 1                | 0                | 15               | 4  | 2                    | 6                    | 0                    |                      |                      |
| 2013-2014  | Bruins de Boston       | LNH        | 79  | 14               | 26               | 40               | 28               | 12               | 2  | 8                    | 10                   | 6                    |                      |                      |
| 2014-2015  | Bruins de Boston       | LNH        | 78  | 12               | 27               | 39               | 20               | -                | -  | -                    | -                    | -                    |                      |                      |
| 2015-2016  | Bruins de Boston       | LNH        | 81  | 4                | 40               | 44               | 33               | -                | -  | -                    | -                    | -                    |                      |                      |
| 2016-2017  | Bruins de Boston       | LNH        | 81  | 8                | 43               | 51               | 37               | -                | -  | -                    | -                    | -                    |                      |                      |
| 2017-2018  | Bruins de Boston       | LNH        | 76  | 14               | 45               | 59               | 36               | 11               | 3  | 9                    | 12                   | 8                    |                      |                      |
| 2018-2019  | Bruins de Boston       | LNH        | 64  | 6                | 47               | 53               | 33               | 24               | 2  | 16                   | 18                   | 10                   |                      |                      |
| 2019-2020  | Bruins de Boston       | LNH        | 61  | 9                | 40               | 49               | 33               | 13               | 0  | 6                    | 6                    | 22                   |                      |                      |
| 2020-2021  | Blues de Saint-Louis   | LNH        | 51  | 2                | 30               | 32               | 25               | 4                | 0  | 2                    | 2                    | 2                    |                      |                      |
| 2021-2022  | Blues de Saint-Louis   | LNH        | 64  | 9                | 34               | 43               | 48               | 3                | 0  | 3                    | 3                    | 0                    |                      |                      |
| 2022-2023  | Blues de Saint-Louis   | LNH        | 63  | 7                | 25               | 32               | 49               | -                | -  | -                    | -                    | -                    |                      |                      |
| 2023-2024  | Blues de Saint-Louis   | LNH        | 77  | 4                | 35               | 39               | 32               | -                | -  | -                    | -                    | -                    |                      |                      |
| Totaux LNH | Totaux LNH             | Totaux LNH | 778 | 89               | 394              | 483              | 374              | 82               | 11 | 46                   | 57                   | 48                   |                      |                      |

### En équipe nationale
| Année | Compétition          |    | PJ | B | A | Pts | Pun | +/-                |  | Résultat |
| 2015  | Championnat du monde | 10 | 2  | 3 | 5 | 8   | +1  | Médaille de bronze |  |          |

## Trophées et honneurs personnels

### USHL
- 2008-2009 :
  - nommé dans l'équipe des recrues
  - termine meilleur passeur chez les défenseurs

### CCHA
- 2009-2010 : nommé dans l'équipe des recrues
- 2010-2011 :
  - nommé meilleur défenseur offensif
  - nommé dans la première équipe d'étoiles
  - termine meilleur pointeur chez les défenseurs
- 2011-2012 : 
  - nommé meilleur défenseur offensif
  - nommé dans la première équipe d'étoiles
  - termine meilleur pointeur chez les défenseurs
  - termine meilleur passeur chez les défenseurs
  - nommé meilleur joueur

### NCAA
- 2011-2012 :
  - nommé dans les finalistes pour le trophée Hobey-Baker
  - nommé dans la première équipe d'étoiles de la région ouest

### LNH
- 2013-2014 : sélectionné dans l'équipe d'étoiles des recrues
- 2018-2019 : meneur des assistances en séries éliminatoires (16), ex æquo avec Alex Pietrangelo